# Tjetjeno-Ingusjiska ASSR
Tjetjeno-Ingusjiska autonoma socialistiska sovjetrepubliken, förkortat Tjetjeno-Ingusjiska ASSR, var en autonom socialistisk sovjetrepublik som var belägen i Ryska SFSR.

## Historia

### Andra världskriget
Republiken var under andra världskriget ockuperad av Nazityskland. 1944 återtogs området av Sovjetunionen. 

### Efterkrigstiden
Republiken återställdes den 9 januari 1957. 
I november 1990 förklarade republiken sig självständig och gick efter det under namnet Tjetjenska republiken Itjkerien. Idag är den en del av Tjetjenien och Ingusjien, båda delrepubliker i Ryssland.